# Magallanes (Sorsogon)
Magallanes (Bayan ng Magallanes) är en kommun i Filippinerna. Kommunen ligger på ön Luzon, och tillhör provinsen Sorsogon. Folkmängden uppgår till 37 038 invånare år 2015.

## Barangayer
Magallanes är indelat i 34 barangayer.
| - Aguada Norte - Aguada Sur - Anibong - Bacalon - Bacolod - Banacud - Biga - Behia - Binisitahan del Norte - Binisitahan del Sur - Biton - Bulala | - Busay - Caditaan - Cagbolo - Cagtalaba - Cawit Extension - Cawit Proper - Central - Ginangra - Hubo - Incarizan - Lapinig - Magsaysay | - Malbog - Pantalan - Pawik - Pili - Salvacion - Santa Elena - Siuton - Tagas - Tulatula Norte - Tulatula Sur |